# Élection pontificale de 1216
L'élection pontificale de 1216 se déroule juste après la mort du pape Innocent III et aboutit à l'élection, le 18 juillet 1216, du cardinal Cencio Camerario qui devient le pape Honorius III.

## Cardinaux-électeurs
Lors de l'élection, 25 cardinaux sont présents dans le Collège des cardinaux, en juillet 1216, dont 23 cardinaux de la Curie romaine et deux cardinaux extérieurs, qui ne résidaient pas dans la curie papale. Il est connu que 17 d'entre eux ont participé à l'élection pontificale.

## Sources
- (en) Cet article est partiellement ou en totalité issu de l’article de Wikipédia en anglais intitulé « Papal election, 1216 » (voir la liste des auteurs).
- (en) Sede Vacante de 1216 - Université de Nothridge - État de Californie - John Paul Adams - 1er novembre 2014